# Глебов, Юрий Николаевич
Георгий (Юрий) Николаевич Глебов (1873 — 1926) — русский офицер, общественный деятель и политик, член Государственной думы от Черниговской губернии.

## Биография
Родился 20 февраля (4 марта) 1873 года. Происходил из потомственных дворян Черниговской губернии. Землевладелец Нежинского уезда (700 десятин).
Окончил Владимирский Киевский кадетский корпус (1891) и Николаевское кавалерийское училище (1893), откуда выпущен был корнетом в 17-й драгунский Волынский полк.
18 января 1894 года переведен в 36-й драгунский Ахтырский полк, 12 ноября 1896 года — в 52-й драгунский Нежинский полк. 15 марта 1898 года произведен в поручики. 8 июня 1898 года вышел в запас армейской кавалерии по Нежинскому уезду.
По выходе в запас поселился в своем имении Нежинского уезда. В том же году был назначен земским начальником 1-го участка уезда. Избирался гласным Нежинского уездного и Черниговского губернского земских собраний (с 1901), а также нежинским уездным предводителем дворянства (1905—1911).
Состоял выборщиком в I и II Государственные думы. В 1907 году был избран членом III Государственной думы от Черниговской губернии. Входил во фракцию «Союза 17 октября», был товарищем председателя фракции. Состоял товарищем председателя комиссии по местному самоуправлению, а также членом комиссий: финансовой, по переселенческому делу.
После Октябрьской революции в эмиграции, сначала в Германии, затем во Франции. Состоял товарищем председателя Политического объединенного комитета и председателем Союза взаимопомощи русских граждан в Данциге. Умер 3 января 1926 года в Виль-д’Аврэ.